# فلارغ (ألقورات)
فلارغ (بالفارسية: فلارگ) هي مستوطنة تقع في إيران في قسم ألقورات الريفي. يقدر عدد سكانها بـ 193 نسمة .